# Semiothisa
Semiothisa is een geslacht van vlinders uit de familie van de spanners (Geometridae).

## Soorten
Deze lijst van 457 soorten is mogelijk niet compleet.
- S. abnormata (Prout, 1917)
- S. abruptata (Walker, 1862)
- S. abydata (Guenée, 1858)
- S. acasiaria (Schaus, 1923)
- S. accumulata (Guenée, 1858)
- S. acepsimaria (Schaus, 1923)
- S. acidaliata (Walker, 1861)
- S. acutaria (Walker, 1863)
- S. achetata (Guenée, 1858)
- S. adjacens (Dognin, 1903)
- S. adonis (Barnes & McDunnough, 1918)
- S. adrasata (Snellen, 1874)
- S. aemulataria (Walker, 1861)
- S. aequiferaria (Walker, 1861)
- S. aestimaria (Hübner, 1800)
- S. affinis (Warren, 1902)
- S. ageta (Prout, 1926)
- S. agrammata (Guenée, 1858)
- S. albapicaria (Holland, 1900)
- S. albiapicata (Warren, 1905)
- S. albimedia (Warren, 1896)
- S. albipuncta (Warren, 1894)
- S. albivia (Prout, 1915)
- S. aliceata (Cassino, 1928)
- S. amarata (Guenée, 1858)
- S. amplata (Warren, 1896)
- S. ancillata (Warren, 1899)
- S. angolae (Bethune-Baker, 1913)
- S. anguifera (Prout, 1934)
- S. angularia (Snellen, 1873)
- S. apataria (Swinhoe, 1893)
- S. apatetica (Tams, 1924)
- S. approximaria (Walker, 1861)
- S. arenisca (Dognin, 1896)
- S. arenosa (Butler, 1875)
- S. armigerata (Guenée, 1858)
- S. aspirata (Pearsall, 1913)
- S. assimilis (Warren, 1899)
- S. atmala (Swinhoe, 1894)
- S. atomaria (Warren, 1906)
- S. atrimacularia (Barnes & McDunnough, 1913)
- S. austera (Prout, 1932)
- S. avitusaria (Walker, 1860)
- S. avitusarioides (Herbulot, 1956)
- S. azataria (Swinh, 1893)
- S. azureata (Cassino, 1928)
- S. baegerti (Rindge, 1976)
- S. banksianae (Ferguson, 1974)
- S. bejucoaria (Dyar, 1915)
- S. benguellae (Prout, 1928)
- S. bicolorata (Fabricius, 1794)
- S. bifilaria (Hampson, 1904)
- S. biflava (Warren, 1901)
- S. bipartita (Herbulot, 1988)
- S. bisignata (Walker, 1866)
- S. breviusculata (Walker, 1862)
- S. brongusaria (Walker, 1860)
- S. bruni (Herbulot, 1985)
- S. buettikeri (Wiltshire, 1980)
- S. burneyata (McDunnough, 1939)
- S. butaria (Swinhoe, 1904)
- S. cacularia (Oberthür, 1891)
- S. californiaria (Packard, 1871)
- S. cararia (Swinhoe, 1904)
- S. cardinea (Druce, 1893)
- S. carinaria (Dognin, 1924)
- S. carpo (Druce, 1893)
- S. catualda (Druce, 1893)
- S. cellulata (Herrich-Schäffer, 1890)
- S. cerussata (Herbulot, 1970)
- S. cessaria (Walker, 1862)
- S. cinerearia (Bremer & Grey, 1853)
- S. clathrata (Linnaeus, 1758) - klaverspanner
- S. clivicola (Prout, 1926)
- S. colorata (Grote, 1883)
- S. collaxata (Herbulot, 1987)
- S. combinata (Guenée, 1858)
- S. combusta (Warren, 1900)
- S. compsa (West, 1929)
- S. compsogramma (Wehrli, 1932)
- S. concisaria (Walker, 1862)
- S. contaminata (Warren, 1902)
- S. continuaria (Eversmann, 1852)
- S. continuata (Walker, 1862)
- S. conturbata (Warren, 1898)
- S. conventa (Prout, 1913)
- S. cosmiata (Walker, 1862)
- S. costiguttata (Warren, 1899)
- S. crassata (Warren, 1897)
- S. crassilimbaria (Mabille, 1880)
- S. crassisquama (Warren, 1905)
- S. crepuscularia (Warren, 1897)
- S. cricophera (Prout)
- S. cruciata (Herbulot, 1970)
- S. crumenata (Fletcher, 1963)
- S. crypsispila (Fletcher, 1958)
- S. curvifascia (Warren, 1897)
- S. curvilineata (Warren, 1899)
- S. cyda (Druce, 1893)
- S. cydica (Rindge, 1959)
- S. cymatodes (Wehrli, 1932)
- S. cyrilaria (Schaus, 1923)
- S. da (Dyar, 1916)
- S. debiliata (Warren, 1897)
- S. decolor (Maassen, 1890)
- S. decorata (Grossbeck, 1907)
- S. defixaria (Walker, 1861)
- S. delauta (Felder, 1874)
- S. delectata (Hulst, 1887)
- S. delia (Schaus, 1912)
- S. denticulata (Grote, 1883)
- S. dentilaria (Schaus, 1901)
- S. dentilineata (Warren, 1899)
- S. destitutaria (Walker, 1861)
- S. deuteria (Prout, 1932)
- S. deviaria (Walker, 1863)
- S. diarmodia (Prout, 1925)
- S. diffusata (Guenée, 1858)
- S. disceptata (Walker, 1861)
- S. dislocaria (Packard, 1876)
- S. distribuaria (Hübner, 1825)
- S. divergentata (Snellen, 1874)
- S. doriteata (Guenée, 1858)
- S. drepanata (Röber, 1891)
- S. duplicilinea (Warren, 1897)
- S. effusata (Guenée, 1857)
- S. elata (Prout, 1916)
- S. eleonora (Stoll, 1780)
- S. elephantedestructa (Bänziger & Fletcher, 1988)
- S. elvirata (Guenée, 1858)
- S. emersaria (Walker, 1861)
- S. epicharis (Wehrli, 1932)
- S. eremiata (Guenée, 1858)
- S. errata (McDunnough, 1939)
- S. evanaria (Schaus, 1901)
- S. everiata (Guenée, 1858)
- S. exsecutaria (Walker, 1861)
- S. exsuperans (Prout, 1923)
- S. falconaria (Schaus, 1901)
- S. feraliata (Guenée, 1858)
- S. ferraria (Walker, 1861)
- S. fervens (Warren, 1906)
- S. festivata (Guenée, 1858)
- S. fidoniata (Guenée, 1858)
- S. fieldi (Swett, 1916)
- S. finaria (Schaus, 1901)
- S. fissinotata (Walker, 1862)
- S. fitzgeraldi (Carcasson, 1964)
- S. flavicuneata (Herbulot, 1987)
- S. flavida (Warren, 1905)
- S. flaviterminata (Barnes & McDunnough, 1913)
- S. florida (Prout)
- S. fluidata (Warren, 1897)
- S. fontainei (Fletcher, 1963)
- S. formosa (Warren, 1904)
- S. foveolata (Felder, 1874)
- S. fraserata (Ferguson, 1974)
- S. frugaliata (Guenée, 1858)
- S. fulvida (Warren, 1905)
- S. fulvimargo (Warren, 1899)
- S. fulvisparsa (Warren, 1897)
- S. fumipennis (Hampson, 1895)
- S. funebris (Warren, 1899)
- S. furcata (Warren, 1897)
- S. fuscaria (Leech, 1891)
- S. fuscataria (Möschler, 1887)
- S. fuscorufa (Prout, 1915)
- S. gambaria (Hübner, 1818)
- S. gambarina (Stoll, 1781)
- S. geminilinea (Prout, 1932)
- S. gentilata (Felder, 1874)
- S. getula (Wallengren, 1872)
- S. gigantata (Guenée, 1858)
- S. gilletteata (Dyar, 1904)
- S. gnophosaria (Guenée, 1858)
- S. goramata (Röber, 1891)
- S. granitata (Guenée, 1858)
- S. gratularia (Walker, 1861)
- S. grimmia (Wallengren, 1872)
- S. grisearia (Schaus, 1901)
- S. griseomarginata (Bastelberger, 1907)
- S. grisescens (Prout, 1916)
- S. guapilaria (Schaus, 1911)
- S. gyliura (Prout, 1932)
- S. haliata (Guenée, 1858)
- S. hebetata (Hulst, 1881)
- S. heliothidata (Guenée, 1858)
- S. herbuloti (Viette, 1973)
- S. heterogenata (Guenée, 1858)
- S. hollowayi (Bänziger & Fletcher, 1988)
- S. honoria (Hampson, 1912)
- S. hygies (Prout, 1932)
- S. hypactinea (Prout, 1916)
- S. hypaethrata (Grote, 1881)
- S. idriasaria (Walker, 1860)
- S. imitatrix (Thierry-Mieg, 1895)
- S. impar (Warren, 1897)
- S. impicta (Warren, 1897)
- S. improcera (Herbulot, 1987)
- S. inaequilinea (Warren, 1911)
- S. inconspicua (Warren, 1897)
- S. increta (Walker, 1861)
- S. inchoata (Walker, 1861)
- S. indentata (Warren, 1904)
- S. indeterminata (McDunnough, 1939)
- S. infabricata (Prout, 1934)
- S. infimata (Guenée, 1858)
- S. infirmata (Walker, 1866)
- S. infixaria (Walker, 1863)
- S. infusata (Guenée, 1858)
- S. inoptata (Walker, 1861)
- S. inouei (Herbulot, 1987)
- S. intaminata (Dognin, 1919)
- S. intermediaria (Leech, 1897)
- S. interrupta (Warren, 1897)
- S. intersectaria (Leech, 1897)
- S. irrorata (Packard, 1876)
- S. irrufata (Guenée, 1858)
- S. johnstoni (Butler, 1893)
- S. josefaria (Schaus, 1901)
- S. kanshireiensis (Wileman, 1914)
- S. kilimanjarensis (Holland, 1892)
- S. kirbyi (Wallengren, 1875)
- S. kuschea (Guedet, 1939)
- S. lacriphaga (Bänziger & Fletcher, 1988)
- S. lalage (Prout, 1935)
- S. lamitaria (Dyar, 1913)
- S. lannaensis (Bänziger & Fletcher, 1988)
- S. lapidata (Warren, 1906)
- S. largificaria (Möschler, 1887)
- S. latifasciaria (Walker, 1861)

- S. latiscriptata (Walker, 1863)
- S. lautusaria (Swinhoe, 1902)
- S. limbularia (Hübner, 1818)
- S. lindemannae (Fletcher, 1958)
- S. liquata (Warren, 1906)
- S. livorosa (Herbulot, 1965)
- S. lopezformenti (Beutelspacher, 1984)
- S. lucinda (Butler, 1881)
- S. luteiceps (Warren, 1897)
- S. lydia (Schaus, 1912)
- S. maculicosta (Dognin, 1924)
- S. maculifascia (Hulst, 1896)
- S. maculosata (Warren, 1896)
- S. madopata (Guenée, 1858)
- S. majestica (Warren, 1901)
- S. mandata (Walker, 1861)
- S. maricopa (Hulst, 1896)
- S. marmorata (Warren, 1897)
- S. masonata (Schaus, 1897)
- S. mayana (Schaus, 1901)
- S. meadiaria (Packard, 1874)
- S. megalesia (Viette, 1975)
- S. melanderi (Sperry, 1948)
- S. mellistrigata (Grote, 1873)
- S. minorata (Packard, 1873)
- S. minuta (Hulst, 1896)
- S. modestaria (Pagenstecher, 1907)
- S. monticolaria (Leech, 1897)
- S. multilineata (Packard, 1873)
- S. multistriata (Warren, 1906)
- S. multistrigata (Warren, 1897)
- S. muscariata (Guenée, 1858)
- S. mutabilis (Warren, 1897)
- S. myandaria (Walker, 1863)
- S. nana (Warren, 1898)
- S. napensis (McDunnough, 1939)
- S. natalensis (Warren, 1904)
- S. nebulosa (West, 1929)
- S. neonora (Walker, 1861)
- S. neptaria (Guenée, 1858)
- S. nervata (Guenée, 1858)
- S. nigrescens (Warren, 1905)
- S. niptra (Dognin, 1906)
- S. nitidata (Warren, 1897)
- S. niveostriga (Warren, 1896)
- S. nobilitata (Prout, 1913)
- S. nora (Walker, 1861)
- S. nundinata (Guenée, 1858)
- S. oaxacana (Schaus, 1898)
- S. obditaria (Möschler, 1881)
- S. obliquilineata (Warren, 1899)
- S. occultata (Warren, 1897)
- S. ocellinata (Guenée, 1858)
- S. octolinearia (Swinhoe, 1894)
- S. oliva (Swinhoe, 1894)
- S. ordinata (Walker, 1862)
- S. ornataria (Leech, 1897)
- S. orthostates (Prout, 1915)
- S. ostentosaria (Möschler, 1887)
- S. ostia (Druce, 1893)
- S. oweni (Swett, 1907)
- S. oxa (West, 1829)
- S. ozararia (Walker, 1860)
- S. pacianaria (Schaus, 1923)
- S. paleolata (Guenée, 1858)
- S. pallidaria (Schaus, 1901)
- S. pallidata (Packard, 1873)
- S. panauges (Prout)
- S. pandaria (Schaus, 1913)
- S. papuensis (Warren, 1906)
- S. parallacta (Warren, 1897)
- S. paranaria (Schaus, 1897)
- S. parcata (Grossbeck, 1908)
- S. parobditaria (Dognin, 1900)
- S. peltigerata (Guenée, 1858)
- S. pellucidaria (Möschler, 1881)
- S. penumbrata (Warren, 1896)
- S. percnoptera (Prout, 1915)
- S. perconfusa (Warren, 1896)
- S. perfumata (Bastelberger, 1907)
- S. perfusaria (Walker, 1866)
- S. pernicata (Guenée, 1858)
- S. perpendiculata (Guenée, 1858)
- S. perplexata (Pearsall, 1913)
- S. pertinata (McDunnough, 1939)
- S. pervolata (Hulst, 1880)
- S. pervolgata (Walker, 1861)
- S. peyrierasi (Viette, 1975)
- S. phaeostigma (Fletcher, 1958)
- S. piccoloi (Rindge, 1976)
- S. pinistrobata (Ferguson, 1972)
- S. placida (Moore, 1888)
- S. plurimaculata (Warren, 1906)
- S. pluviata (Fabricius, 1795)
- S. poasaria (Schaus, 1911)
- S. poltronaria (Schaus, 1901)
- S. posticaria (Walker, 1869)
- S. postnigra (Dognin, 1924)
- S. praeflavida (Dognin, 1924)
- S. praegrandis (Bastelberger, 1907)
- S. praelongata (Warren, 1900)
- S. praesignataria (Thierry-Mieg, 1895)
- S. promiscuata (Ferguson, 1974)
- S. proximaria (Leech, 1897)
- S. psammodes (Bastelberger, 1907)
- S. psilotes (West, 1929)
- S. puerata (Grossbeck, 1912)
- S. pumila (Kusnetzov, 1929)
- S. punctilinea (Prout, 1917)
- S. punctiseriata (Dognin, 1924)
- S. punctistriata (Warren, 1906)
- S. punctolineata (Packard, 1873)
- S. quadraria (Moore, 1887)
- S. quadrifasciata (Taylor, 1906)
- S. quadriguttaria (Walker, 1861)
- S. quadrinotaria (Herrich-Schäffer, 1858)
- S. quadriseriata (Guenée, 1858)
- S. radiata (Maassen, 1890)
- S. ramparia (Schaus, 1901)
- S. rectistriaria (Herrich-Schäffer, 1858)
- S. regressa (Dognin, 1923)
- S. regulata (Fabricius, 1775)
- S. repetita (Prout, 1910)
- S. respersata (Hulst, 1880)
- S. rhabdophora (Holland, 1892)
- S. rhyngiata (Guenée, 1858)
- S. rigidata (Guenée, 1858)
- S. ruptifascia (Warren, 1896)
- S. s-signata (Packard, 1873)
- S. sabularia (Guenée, 1858)
- S. saburraria (Eversmann, 1851)
- S. saburrata (Guenée, 1858)
- S. salsa (Warren, 1905)
- S. sanfordi (Rindge, 1958)
- S. santiagaria (Schaus, 1923)
- S. semialbida (Prout, 1915)
- S. semicolor (Warren, 1899)
- S. semitecta (Walker, 1861)
- S. separata (Warren, 1899)
- S. separataria (Möschler, 1881)
- S. septemberata (Barnes & McDunnough, 1916)
- S. sexmaculata (Packard, 1867)
- S. shanghaisaria (Walker, 1861)
- S. signaria (Hübner, 180, 1808)
- S. simplicilinea (Warren, 1905)
- S. sirenata (McDunnough, 1939)
- S. snoviata (Packard, 1876)
- S. spilosaria (Walker, 1860)
- S. spinata (McDunnough, 1939)
- S. stabilata (Warren, 1906)
- S. stenotrigonum (Wehrli, 1932)
- S. stipularia (Barnes & McDunnough, 1913)
- S. straminea (Bastelberger, 1907)
- S. streniata (Guenée, 1858)
- S. streniataria (Walker, 1861)
- S. subalbataria (Swinhoe, 1889)
- S. subcastanea (Warren, 1896)
- S. subcaudaria (Walker, 1861)
- S. subcelata (Dognin, 1911)
- S. subclathrata (Warren, 1897)
- S. subcretata (Warren, 1905)
- S. subfulva (Warren, 1906)
- S. sublacteolata (Hulst, 1887)
- S. submarmorata (Walker, 1861)
- S. subminata (Packard, 1876)
- S. subpurpurea (Prout, 1910)
- S. subterminata (Barnes & McDunnough, 1913)
- S. subvaria (Bastelberger, 1907)
- S. sudanata (Warren, 1905)
- S. sufflata (Guenée, 1858)
- S. suprasordida (Wehrli, 1932)
- S. suriens (Strand, 1912)
- S. suthepensis (Bänziger & Fletcher, 1988)
- S. synegiata (Guenée, 1858)
- S. syriacaria (Staudinger, 1901)
- S. tecnium (Prout, 1916)
- S. tectaria (Walker, 1861)
- S. tenuilinea (Warren, 1900)
- S. tenuilineata (Dognin, 1928)
- S. tenuiscripta (Hua & Scoble, 1908)
- S. testaceata (Walker, 1863)
- S. tetragraphicata (Saalmüller, 1880)
- S. teucaria (Strecker, 1899)
- S. threnopis (Fletcher, 1963)
- S. transitaria (Walker, 1861)
- S. triangulata (Hampson, 1891)
- S. tricolorata (Warren, 1895)
- S. trientata (Herrich-Schäffer, 1870)
- S. trigonata (Warren, 1897)
- S. trilinearia (Moore, 1888)
- S. trimaculata (Warren, 1906)
- S. trinota (Guenée, 1858)
- S. trinotata (Warren, 1902)
- S. triplicaria (Herrich-Schäffer, 1858)
- S. tripunctata (Warren, 1899)
- S. trirecurva (Saalmüller, 1891)
- S. tristaria (Schaus, 1901)
- S. triumbrata (Warren, 1897)
- S. triviata (Barnes & McDunnough, 1916)
- S. trizonaria (Hampson, 1909)
- S. troni (Guillermet, 2011)
- S. tsaratanana (Viette, 1980)
- S. tsekua (Wehrli, 1932)
- S. tulareata (Cassino & Swett, 1923)
- S. ulsterata (Pearsall, 1913)
- S. umbrata (Warren, 1897)
- S. umbratilis (Butler, 1875)
- S. unicolor (Warren, 1905)
- S. unifilata (Warren, 1899)
- S. unigeminata (Prout, 1923)
- S. unipunctaria (Wright, 1916)
- S. uvidaria (Swinhoe, 1904)
- S. valmonaria (Schaus, 1901)
- S. vandervooerdeni (Prout, 1923)
- S. variolinea (Warren, 1896)
- S. vasudeva (Walker, 1861)
- S. vau (Prout, 1913)
- S. verecundaria (Leech, 1897)
- S. vernata (McDunnough, 1931)
- S. versitata (Pearsall, 1913)
- S. vulfranaria (Schaus, 1923)
- S. woodgateata (Cassino, 1928)
- S. xanthonora (Walker, 1861)
- S. yavapai (Grossbeck, 1907)
- S. yunnana (Wehrli, 1932)
- S. zozinaria (Schaus, 1923)